# Fioravanti LF1
La  Fioravanti LF1 è un prototipo realizzata nel 2009 dall'azienda italiana Fioravanti insieme a Brembo, Magneti Marelli e Pirelli.

## Caratteristiche
La LF1 è un prototipo di studio e sviluppo destinato a raccogliere le tecnologie di tre gruppi industriali italiani leader nei loro settori e operanti nel settore delle grandi competizioni, al fine di proporli in una vettura espositiva realizzata sotto forma di concept car dalla carrozzeria italiana Fioravanti, la quale anch'essa applica le sue conoscenze aerodinamiche e strutturali. Le tre aziende impegnate nella ricerca e sviluppo delle soluzioni sono la Pirelli, la Magneti Marelli e la Brembo. È stata presentata al Salone di Ginevra del 2009 e ha rappresentato uno studio atipico per il noto atelier torinese, in quanto si tratta di uno studio mirato al mondo della Formula 1.
Si tratta di un modello che sposa caratteristiche tecniche tipiche delle monoposto utilizzate in tale campionato, come il motore 1.8 Turbo ed il sistema KERS per il recupero dell'energia cinetica, ad altre completamente in contrasto con le specifiche della massima serie automobilistica, come i cerchi da 18 pollici. Tra queste ultime soluzioni, però, va citata sicuramente la mancanza dell'alettone posteriore, il che rappresenta il vero motivo che ha portato alla realizzazione della LF1. Infatti, scopo del patron Leonardo Fioravanti è quello di eliminare il cosiddetto effetto scia durante le competizioni, e cioè quell'effetto per cui l'alettone di una monoposto tende solitamente a generare dietro di sé una turbolenza aerodinamica tale da disturbare la vettura che segue, anche se questa si trova ancora ad una certa distanza. Tale fenomeno, tra l'altro, rende difficoltose persino le manovre di sorpasso.
La LF1 è caratterizzata inoltre da un corpo vettura ugualmente di rottura rispetto a quello delle normali monoposto di Formula 1: esso infatti si presenta con caratteristiche molto più aerodinamiche, fatto che consente di fendere meglio l'aria durante la gara e di spostarsi più velocemente, ma soprattutto di generare un marcato effetto suolo in modo da compensare quello che normalmente si avrebbe con un alettone e che in questo caso non è possibile avere, vista la mancanza della grossa appendice aerodinamica. L'effetto suolo è garantito inoltre anche dal fatto che la vettura è dotata di un fondo a sua volta atipico, vale a dire che non è piatto come nelle solite vetture da gara, ma ha un andamento "ad onda" che garantisce, secondo Fioravanti, un'eccezionale aderenza a terra. La vettura è poi dotata di uno spoiler anteriore regolabile dal pilota, così come regolabili sono anche i flap posteriori, mentre le sospensioni sono caratterizzate da braccetti carenati, il che costituisce un altro aspetto teso ad ottimizzare l'aerodinamica. Anche le ruote sono parzialmente carenate, sempre per esigenze aerodinamiche.